# Burzum (album)
Burzum è il primo album dell'omonimo progetto musicale, pubblicato nel marzo 1992 dall'etichetta discografica Deathlike Silence Productions.

## Il disco
Burzum viene considerato da molti come uno dei dischi capostipiti del black metal e fonte di ispirazione per i gruppi che vennero successivamente.
Lo stile adottato si discosta significativamente da quello dei suoi coevi per la varietà delle tracce (sono presenti composizioni per solo sintetizzatore), il canto (uno screaming straziante) e le chitarre fortemente distorte. Da notare anche il fatto che, contrariamente alla maggior parte dei gruppi dell'epoca, Burzum era (e restò) un progetto solista.

### Origine e storia
Varg Vikernes incontrò Øystein Aarseth, conosciuto come Euronymous, nei primi anni novanta nel suo negozio di dischi Helvete ("inferno" in norvegese) a Oslo. Vikernes, che in realtà è originario di Bergen, visitava spesso la scena musicale underground della città. Un'amicizia sviluppatasi tra lui, Aarseth e gli altri membri della band Mayhem, fu all'origine della genesi dell'album. Jan Axel Blomberg (Hellhammer), batterista dei Mayhem, commentò in seguito la prima impressione che ebbe incontrando Vikernes:
(Jan Axel Blomberg)
Presto Vikernes si trasformò in una figura chiave nel cosiddetto "Inner Circle" della scena black metal norvegese. A quel tempo Aarseth aveva fondato l'etichetta Deathlike Silence Productions e si offrì di produrre anche il progetto solista Burzum di Vikernes, che fino a quel momento aveva pubblicato solo due demo con brani strumentali. Il nome Burzum deriva dalla lingua nera di Mordor che Tolkien inventò per Il Signore degli Anelli: Burzum significa "oscurità" (Bûrz "oscuro", -um [suffisso di nominalizzazione]). A tal proposito, Vikernes ha dichiarato: «L'oscurità dei cristiani era ovviamente la mia luce. Quindi, tutto sommato, è stato naturale per me usare il nome Burzum».
A causa delle scarse possibilità finanziarie di Aarseth, le sessioni di registrazione furono ripetutamente rimandate. La madre di Vikernes, Lene Bore, finanziò ampiamente la produzione del disco. L'album fu inciso nel gennaio 1992 ai Grieghallen Studios di Eirik "Pytten" Hundvin. Lo studio in questione fu scelto perché era vicino al luogo di residenza di Vikernes e lui conosceva Hundvin dai tempi del suo ex gruppo Old Funeral. Lo stesso Hundvin ha prodotto l'album con l'aiuto di Vikernes; Aarseth è apparso come co-produttore.
Gli strumenti nell'album sono stati interamente registrati da Vikernes. Euronymous ha registrato solo l'assolo di chitarra in War, nonché i rumori di sottofondo in Dungeons of Darkness generati con un gong. Al fine di produrre un suono grezzo e meno "laccato" possibile, sono state utilizzate apparecchiature di qualità inferiore, come un amplificatore Marshall difettoso. La voce è stata cantata filtrandola attraverso le cuffie. Secondo Vikernes, l'album venne registrato e masterizzato in sole 19 ore. Tutti i brani dell'album sono stati registrati alla prima take.
Per scopi pubblicitari, nel mese di febbraio fu pubblicato un nastro promozionale con i pezzi Feeble Screams from Forests Unknown ed Ea, Lord of the Depths; l'album seguì nel marzo 1992.

### Stile musicale
Contrariamente agli album successivi di Vikernes, questo è fortemente influenzato dalla cosiddetta prima ondata black metal degli anni ottanta. In particolare Hellhammer e Bathory possono essere citati come fattori influenti nella composizione dell'album. Le canzoni sono mantenute su toni quasi monotoni e sono quasi sempre prive di cambi di ritmo significativi e di sofisticati assoli di chitarra. La produzione dell'album è volutamente primitiva e conferisce all'opera un suono grezzo e minaccioso.
L'album inizia con un breve pezzo al sintetizzatore - Intro. Alcune canzoni, come Feeble Screams from Forests Unknown ed Ea, Lord of the Depths, sono molto veloci e hanno un suono di basso continuo. Soprattutto è il cantato "scream" in tipico stile black metal di Varg Vikernes che colpisce violentemente l'ascoltatore. Black Spell of Destruction è un brano lento dove vengono ripetuti ossessivamente gli stessi pattern di batteria e la voce continua a riversare un odio atavico sull'ascoltatore. Channeling the Power of Souls into a New God è un pezzo (quasi) puramente strumentale che è stato creato interamente al sintetizzatore e ricorda la musica d'ambiente. Questi sono i primi esperimenti dello stile musicale che Vikernes svilupperà nei suoi due album seguenti Dauði Baldrs (1997) e Hliðskjálf (1999). Alla fine del brano, può essere ascoltato come un sussurro l'invito: «Worship me!» ("Veneratemi!").
War è un brano insolito per Burzum. Con i suoi 2 minuti e 30 secondi è piuttosto breve ed elabora influenze heavy metal e thrash metal. Il riff relativamente semplice ricorda la musica punk e rende la canzone accattivante. Vikernes citò i Bathory come una delle influenze per la canzone. The Crying Orc è il secondo pezzo strumentale dell'album, questa volta per chitarra. È calmo e melodico e dura meno di un minuto. A Lost Forgotten Sad Spirit, 9 minuti di durata, è la traccia più lunga del disco. È stata registrata ad un ritmo lento, ha pochi cambiamenti di tempo ed è in gran parte basata sullo stesso riff. My Journey to the Stars invece consiste prevalentemente in diversi cambiamenti di tempo. Dungeons of Darkness, un altro pezzo strumentale dark ambient, è di nuovo ossessivamente ripetitivo e dipinge scenari angoscianti e inquietanti. Vikernes scrisse questo brano insieme a Øystein Aarseth.

### Copertina
Come dichiarato dallo stesso Varg Vikernes, la copertina dell'album si ispira ad un modulo di Advanced Dungeons & Dragons chiamato Il tempio del Male Elementale. È stata realizzata da Jannicke Wiese-Hansen.

### Testi
I testi riguardano principalmente storie fantasy oscure, l'ispirazione proviene prevalentemente dal gioco di ruolo Dungeons & Dragons e dall'opera fantasy Il Signore degli Anelli. Successivamente, Vikernes, diventato un estremista di destra e neo-paganista, cercò di reinterpretare i testi alla luce della mitologia nordica, volendosi allontanare da queste influenze tipicamente adolescenziali. Contrariamente alla sua immagine precedente, egli negò le tendenze sataniste in un'intervista concessa alla rivista inglese Extreme Metal Terrorizer. Se in questo album i testi sono ancora scritti in inglese, altra novità fondamentale che Vikernes intraprenderà a partire dall'album successivo riguarda l'uso della lingua norvegese al posto dell'inglese. Con questa semplice modifica, Burzum apporta un nuovo modo di concepire il black metal norvegese: la lingua-madre rende il genere praticamente inaccessibile a chiunque altro, delineando i confini di un mondo esclusivo (e per questo ancora più "inquietante").
Sebbene i testi siano stati scritti in forma di versi, le rime sono presenti solo nel brano War. Alcune righe di testo contengono spesso solo singole parole sotto forma di catena di associazione, che insieme formano la parte base della storia. I versi iniziali di Feeble Screams from Forests Unknown nella traduzione italiana possono servire da esempio:
Temi ricorrenti che attraversano l'intero album sono la ricerca di un'epoca precedente, migliore, così come la magia e l'oscurità. I testi sono mantenuti freddi e senza emozioni e servono solo a descriverne il contenuto. Contengono anche visioni misantropiche e apocalittiche ("La tragedia del mondo / è servita nel mio giorno di festa" - Black Spell of Destruction, "Oscurità, odio e inverno / governa la terra quando torno" - My Journey to the Stars). Un profondo sentimento di disperazione permea l'intero album ("L'anima senza speranza / continua ad aspettare" - Feeble Screams from Forests Unknown), che viene ripetutamente interrotto da dichiarazioni bellicose ("Eppure non dobbiamo mai arrenderci" - War, "Ascolta la mia spada" - Black Spell of Destruction).
Vikernes definisce Feeble Screams from Forests Unknown la quintessenza del suo lavoro in quel momento. Tutte le altre canzoni sarebbero, secondo lui, solo "note a piè di pagina" di un discorso più ampio. Il contenuto del pezzo descrive il canto del viaggio di un'anima antica che vaga senza pace in lande desolate. La canzone termina con la frase: «The hopeless soul keeps mating» ("L'anima senza speranza continua a riprodursi"). Quando trascrisse questa riga del testo nelle prime stampe dell'album, Aarseth cambiò il termine "riprodursi" in "attendere" (forma progressiva della parola inglese wait). Questa particolarità può essere osservata anche nell'edizione Misanthropy Productions.
Ea, Lord of the Depths parla della divinità sumera Ea, che è considerata "Signore della Terra" e ha la forma di un mostro marino. In una successiva intervista, Vikernes affermò che era l'Acquario mesopotamico e lo collegò a Odino, che a sua volta era "l'Acquario nordico". Nel 2004 Fenriz dei Darkthrone ha inserito il pezzo nella sua compilation black metal Fenriz Presents... The Best of Old-School Black Metal.
Black Spell of Destruction parla di una "maledizione della distruzione" che glorifica l'annientamento del mondo. La maledizione si chiama letteralmente "Ftraga Sheb Nigurepur" ed è scritta in un linguaggio fantasy che si basa ovviamente sul mito di Cthulhu di H.P. Lovecraft e ricorda il mantra del Necronomicon. Fu Euronymous ad aggiungere la parola Black al titolo del brano nella prima stampa del disco.
Quello di War è un testo fantasy che descrive i pensieri finali di un guerriero morente. In seguito Vikernes ha cercato di reinterpretare il tema della canzone come "il concetto odinista di morte in battaglia".
A Lost Forgotten Sad Spirit è un brano epico su un ragazzo morto in una cripta. Quest'ultimo è in attesa di essere liberato dalla tomba per perseguitare per sempre il maledetto "spirito perduto, dimenticato e triste".
My Journey to the Stars si basa su un sogno di Vikernes e descrive un viaggio astrale. A causa dell'ideologia estremista di destra mostrata apertamente da Vikernes, la frase del testo «War between races / A goal is reached» ("La guerra tra razze / Un obiettivo è raggiunto") può essere interpretata come un riferimento al Nazismo. Anche qui si sono verificate imprecisioni a causa di Aarseth: la prima riga «I immaterialize» fu erroneamente trascritta «I materialize», invertendo così il significato del verso. Anche questo errore è stato mantenuto nella nuova edizione dell'album.

## Pubblicazione e influenza
Il disco venne stampato in vinile e in CD, entrambi limitati a 1000 copie, con impressi nel retro delle copertine l'indirizzo di Varg Vikernes e della casa discografica di Euronymous; nello stesso anno venne ristampata una seconda versione in CD dove però non è presente l'indirizzo di Vikernes. Entrambe le versioni comunque non contengono testi ma solo un'immagine di Burzum e le informazioni inerenti alla registrazione. Solo alcune copie della prima versione in vinile contengono l'inserto con i testi. Vikernes ebbe a lamentarsi di Euronymous, proprietario ed editore della Deathlike Silence Productions, in quanto quest'ultimo cambiò alcune frasi all'interno del booklet del disco, tra cui il titolo di Ea, Lord of the Depths in Ea, Lord of the Deeps.
Poco tempo dopo l'uscita dell'album di debutto di Burzum, il cosiddetto "Inner Circle" gravitante attorno ai due protagonisti Aarseth e Vikernes si trasformò in un'organizzazione criminale vera e propria, per conto della quale furono commessi numerosi incendi di chiese e attacchi a vari membri di gruppi musicali ostili. Ad esempio, la casa del cantante dei Therion Christofer Johnsson fu data alle fiamme. L'atto fu probabilmente commesso da una ragazza di 18 anni di nome Suuvi Mariotta Puurunen, che venerava "il conte", come chiamava affettuosamente Varg Vikernes sulla base del suo pseudonimo dell'epoca "Count Grishnackh", e che lo considerava il "leader" dell'organizzazione. Prima di appiccare il fuoco, l'adolescente incise con un coltello le parole "Il conte è stato qui e tornerà" sulla porta d'ingresso dell'abitazione di Johnsson. In loco lasciò anche una copia autografata dell'album Burzum. Dato che uno dei residenti della casa si accorse in tempo dell'incendio, non ci furono danni o feriti. Anche Vikernes stesso si vantò pubblicamente sul giornale Bergens Tidende dei crimini commessi dall'Inner Circle. Sperava così di ottenere pubblicità per il suo secondo album. Fu invece arrestato per la prima volta nel gennaio 1993, con l'accusa di incendio doloso. Fu rilasciato nel marzo 1993 per mancanza di prove.
Nel marzo 1993 fu pubblicato l'EP Aske ("ceneri" in norvegese), registrato nell'agosto 1992, in cui è possibile trovare una nuova registrazione di A Lost Forgotten Sad Spirit. Sulla copertina dell'EP c'è una fotografia delle rovine della chiesa di Fantoft, che andò completamente distrutta in un incendio doloso il 6 giugno 1992, presumibilmente compiuto da membri dell'Inner Circle (se non da Vikernes stesso). Alle prime copie dell'EP fu addirittura allegato un accendino a mo' di sberleffo.
Durante il periodo di detenzione di Vikernes, le tensioni tra lui e Aarseth arrivarono al culmine; Vikernes affermò che Aarseth trattenne per sé i proventi delle vendite del primo album e dell'EP al fine di pagare i propri debiti, e non gli versò la sua quota di diritti d'autore. La mattina del 10 agosto 1993, Aarseth fu assassinato da Vikernes, che successivamente venne arrestato e condannato a 21 anni di prigione, la pena massima in Norvegia. L'omicidio di Euronymous, ma anche l'incendio doloso di tre chiese, e il possesso di armi ed esplosivi furono fattori decisivi nella condanna al carcere di Vikernes.
Burzum è stato ristampato nel 1995 in versione CD digipack in abbinamento con il mini EP Aske per la Misantrophy Records. In questa edizione, è inclusa solo la versione apparsa in Aske di A Lost Forgotten Sad Spirit. Sempre insieme ad Aske, nel 2010 il disco è stato nuovamente ristampato dalla Byelobog Productions come Burzum/Aske.

## Accoglienza
| Recensione     | Giudizio |
| -------------- | -------- |
| AllMusic       | [ 18 ]   |
| Piero Scaruffi | [ 19 ]   |
| Metallized.it  | 88/100   |
| Sputnikmusic   | [ 21 ]   |
| Truemetal.it   | 75/100   |

Mentre la scena black metal norvegese nata attorno all'Inner Circle, che risale a Euronymous, è stata criticata, in particolare dalla stampa mainstream, in riviste quali Rock Hard e Metal Hammer, per la sua ideologia negativa, molte band della scena hanno raggiunto uno status di culto presso alcuni appassionati, soprattutto a causa dell'attenzione dei media data al black metal satanista norvegese dopo l'incendio delle chiese. La prima edizione dell'album con l'indirizzo di contatto di Burzum e della DSP (la seconda edizione elenca gli indirizzi di DSP e Voices of Wonder), la versione in vinile e soprattutto l'EP Aske sono rarità ricercate dai collezionisti.
Il progetto musicale Burzum è stato quasi adorato culturalmente da alcuni rappresentanti del black metal che non si erano schierati dalla parte di Euronymous dopo il suo omicidio; perfino rappresentanti della scena black metal, che ora sono ampiamente considerati "traditori" di questo genere musicale estremo, come i britannici Cradle of Filth, indossavano magliette di Burzum con la copertina di Aske nei primi anni novanta. Oggi, l'album è considerato un classico del genere, includendo tutte le caratteristiche della seconda ondata black metal. Anche la produzione grezza di Eirik Hundvin ebbe un ruolo importante in termini di eredità musicale; negli anni novanta, il suo studio di registrazione Grieghallen divenne famoso e lui risultò essere il produttore più noto di tutto il black metal norvegese. L'umore depressivo e la creazione di un'atmosfera malsana e malvagia unica sono evidenziati dai critici di oggi. Inoltre, innovazioni come l'uso di pezzi ambient distorti e rumorosi e la ruvidezza della produzione e dei suoni sono più volte menzionate come iniziatrici di un nuovo stile musicale.
I passaggi al sintetizzatore erano rari nei pezzi metal dell'epoca, ma furono presto copiati da altre band. Molte band NSBM hanno adottato lo stile o le atmosfere del debutto di Burzum.

## Tracce
Lato Hate
1. Feeble Screams from Forests Unknown - 7:28
2. Ea, Lord of the Depths - 4:53
3. Spell of Destruction - 5:40
4. Channeling the Power of Souls into a New God - 3:27

Lato Winter
1. War - 2:30
2. The Crying Orc - 0:57
3. A Lost Forgotten Sad Spirit - 9:11
4. My Journey to the Stars - 8:10
5. Dungeons of Darkness - 4:50

## Formazione
- Varg Vikernes - voce, chitarra, basso, sintetizzatore, batteria elettronica
- Euronymous - assolo di chitarra in War, gong in Dungeons of Darkness